# 쌍용동
쌍용동(雙龍洞)은 충청남도 천안시의 법정동이며, 서북구에 속한 쌍용동에는 3개의 행정동(쌍용1동, 쌍용2동, 쌍용3동)이 설치되어 있다.
천안시 서부의 주거지역으로, 1990년대 초부터 택지지구 개발이 시작되어 약 8만 명이 거주하는 천안시 법정동 중 최대 인구의 동이다.

## 연혁
1914년 조선총독부령에 의한 행정구역 통폐합 때, 천안군 군서면에 속하였던 용암, 쌍정, 미라리를 합하여 쌍정과 용암의 앞글자를 따서 쌍용리라고 하였다. 천안군 환성면에 속하였다가, 1963년에 1월 1일 환성면이 천안읍과 합쳐 천안시가 되면서 그 법정동이 되었다.
- 1995년 2월 20일 : 쌍봉동이 쌍용동과 봉명동으로 분동되었다.[1]
- 1996년 1월 1일 : 쌍용동이 쌍용1동과 쌍용2동으로 분동되었다.[2]
- 2003년 8월 1일 : 쌍용4지구택지개발사업, 불당지구택지개발사업 준공 등 도시화의 가속화로 쌍용3동이 쌍용2동에서 분동하였다.[3]
- 2006년 1월 10일 : 백석동(현재의 백석동과 불당동 지역)이 쌍용3동에서 분동하였다.[4]

## 특이 사항
쌍용동 중 쌍용대로 동쪽 지역(쌍용동 548~564번지)은 동남구 봉명동에서 관할하며, 따라서 해당 지역은 서북구가 아닌 동남구에 속한다.

## 공공기관
쌍용1동
- 천안서북경찰서 서부지구대  쌍용1동 치안센터 (미라10길 27 / 쌍용동 891)

쌍용2동
- 천안쌍용2동우체국 (쌍용동 1524)
- 쌍용119안전센터 (쌍용동 1524-1)

쌍용3동
- 천안서북경찰서 쌍용지구대 (쌍용12길 3)

## 교육
쌍용1동
- 천안봉서중학교
- 천안미라초등학교

쌍용2동
- 나사렛대학교
- 천안쌍용고등학교
- 천안월봉초등학교
- 천안쌍정초등학교

쌍용3동
- 천안쌍용중학교
- 천안용암초등학교
- 천안쌍용초등학교

## 교통
- 수도권 전철 1호선 쌍용역

## 아파트
| 단지명                  | 건설사                  | 시행사                  | 주소                         | 입주        | 비고                              |
| ----------------------- | ----------------------- | ----------------------- | ---------------------------- | ----------- | --------------------------------- |
| 쌍용주공 9단지          | ㈜한양                  | 대한주택공사            | 서북구 봉서산샛길 65         | 1998년 4월  |                                   |
| 쌍용마을 뜨란채         | ㈜대우 건설부문         | 대한주택공사            | 서북구 봉서산샛길 64         | 1999년 6월  | '쌍용주공 10단지'에서 단지명 변경 |
| 월봉청솔 1단지          | 성원건설                | 한국토지신탁            | 서북구 월봉4로 140-9         | 2000년 9월  |                                   |
| 월봉청솔 2단지          | 광토건설㈜              | 한국토지신탁            | 서북구 월봉7길 77            | 2000년 1월  |                                   |
| 쌍용현대 3차            | 현대산업개발            | 현대산업개발            | 서북구 충무로 208            | 1994년 12월 |                                   |
| 쌍용동 상록수현대       | 현대산업개발            | 현대산업개발            | 서북구 쌍용17길 52           | 1995년 11월 |                                   |
| 월봉현대                | 현대산업개발            | 현대산업개발            | 서북구 월봉4로 91            | 1998년 11월 |                                   |
| 쌍용 아이파크 앤 홈타운 | 현대산업개발 현대건설   | 현대산업개발            | 서북구 충무로 124-24 (1단지) | 2004년 5월  |                                   |
| 쌍용 아이파크 앤 홈타운 | 현대산업개발 현대건설   | 현대산업개발            | 서북구 충무로 124-25 (2단지) | 2004년 5월  |                                   |
| 월봉대우                | 대우건설                | 대우㈜ 건설부문         | 서북구 월봉4로 88-11         | 1998년 11월 |                                   |
| 쌍용역 푸르지오         | 대우건설                | 마하나임하우징㈜        | 서북구 충무로 93             | 2006년 10월 |                                   |
| 용암마을 동아벽산       | 동아건설산업㈜ 벽산건설 | 동아건설산업㈜ 벽산건설 | 서북구 월봉로 131            | 1999년 5월  |                                   |
| 월봉벽산태영            | ㈜태영 벽산건설         | ㈜태영 벽산건설         | 서북구 월봉4로 140-16        | 1998년 11월 |                                   |
| 쌍용 자이               | 지에스건설㈜            | 모던건업㈜              | 서북구 월봉1길 15            | 2007년 1월  |                                   |
| 쌍용 동일하이빌         | 동일토건㈜              | 동일토건㈜              | 서북구 충무로 5-16           | 2007년 4월  |                                   |
| 월봉 일성               | 일성건설                | 일성건설                | 서북구 월봉4로 120-16        | 1999년 5월  |                                   |